# Боннівіль-Біч
Боннівіль-Біч (англ. Bonnyville Beach) — літнє село в Канаді, у провінції Альберта, у складі муніципального району Боннівіль № 87.

## Населення
За даними перепису 2016 року, літнє село нараховувало 84 особи постійного населення, показавши скорочення на 11,6%, порівняно з 2011-м роком. Середня густина населення становила 497,3 осіб/км².
З офіційних мов обидвома одночасно володіли 25 жителів, тільки англійською — 60. Усього 5 осіб вважали рідною мовою не одну з офіційних, з них 5 — українську.
Працездатне населення становило 40 осіб (53,3% усього населення), усі були зайняті.

## Клімат
Середня річна температура становить 1,5°C, середня максимальна – 21,2°C, а середня мінімальна – -23,1°C. Середня річна кількість опадів – 423 мм.
| Клімат поселення                              | Клімат поселення | Клімат поселення | Клімат поселення | Клімат поселення | Клімат поселення | Клімат поселення | Клімат поселення | Клімат поселення | Клімат поселення | Клімат поселення | Клімат поселення | Клімат поселення | Клімат поселення |
| Показник                                      | Січ.             | Лют.             | Бер.             | Квіт.            | Трав.            | Черв.            | Лип.             | Серп.            | Вер.             | Жовт.            | Лист.            | Груд.            |                  |
| Середній максимум, °C                         | −10,08           | −6,11            | 0,08             | 9,83             | 16,39            | 20,81            | 21,18            | 20,24            | 14,60            | 8,59             | −1,7             | −10,17           |                  |
| Середня температура, °C                       | −16,57           | −12,6            | −6,41            | 3,34             | 9,89             | 14,31            | 16,62            | 15,67            | 10,04            | 4,03             | −6,25            | −14,71           |                  |
| Середній мінімум, °C                          | −23,06           | −19,09           | −12,9            | −3,16            | 3,40             | 7,82             | 12,06            | 11,11            | 5,49             | −0,54            | −10,81           | −19,29           |                  |
| Норма опадів, мм                              | 19               | 14               | 17               | 24               | 43               | 67               | 81               | 64               | 40               | 16               | 19               | 19               |                  |
| Середньомісячна швидкість вітру, м/с          | 3.61             | 3.70             | 3.80             | 4.10             | 4.00             | 3.66             | 3.38             | 3.30             | 3.60             | 3.88             | 3.89             | 3.80             |                  |
| Середньомісячна сонячна радіація, кДж/м²·день | 3338             | 6908             | 12270            | 17340            | 20979            | 22395            | 22110            | 18253            | 12285            | 7200             | 3601             | 2393             |                  |
| --------------------------------------------- | ---------------- | ---------------- | ---------------- | ---------------- | ---------------- | ---------------- | ---------------- | ---------------- | ---------------- | ---------------- | ---------------- | ---------------- | ---------------- |
| Джерело:                                      |                  |                  |                  |                  |                  |                  |                  |                  |                  |                  |                  |                  |                  |